# ماسيو ريغتيرز
ماسيو ريغتيرز (بالهولندية: Maceo Rigters)‏ (مواليد 22 يناير 1984 في أمستردام - هولندا) لاعب كرة قدم هولندي يلعب حاليا لصالح نادي الدرجة الممتازة بلاكبيرن روفرز الإنجليزي منذ 2007 في مركز المهاجم.

## روابط خارجية
- ماسيو ريغتيرز على موقع قاعدة بيانات كرة القدم.إي يو (الإنجليزية)
- ماسيو ريغتيرز على موقع Soccerbase.com (لاعب) (الإنجليزية)
- ماسيو ريغتيرز على موقع Soccerway.com (الإنجليزية)
- ماسيو ريغتيرز على موقع عالم كرة القدم.نت (الإنجليزية)
- ماسيو ريغتيرز على موقع كووورة